# Psenopsis anomala
Psenopsis anomala is een straalvinnige vis uit de familie van Centrolophidae en behoort derhalve tot de orde van baarsachtigen (Perciformes). De vis kan een lengte bereiken van 30 cm.

## Leefomgeving
Psenopsis anomala is een zoutwatervis. De vis prefereert een tropisch klimaat en leeft hoofdzakelijk in de Grote Oceaan. De diepteverspreiding is 0 tot 370 m onder het wateroppervlak.

## Relatie tot de mens
Psenopsis anomala is voor de visserij van aanzienlijk commercieel belang. In de hengelsport wordt er weinig op de vis gejaagd.